# Guillaume Roquette
Pour les articles homonymes, voir Roquette.
Guillaume Roquette, né le 24 mai 1965 à Lille (Nord), est un journaliste français, directeur de la rédaction du Figaro Magazine.

## Biographie
Fils d'Hubert Roquette, attaché commercial, et d'Anne Bernard, deux familles d'industriels lillois, Guillaume Roquette est élève au collège et lycée Saint-Paul à Lille.
Diplômé de l'Institut d'études politiques de Paris (1986), il commence sa carrière au Figaro Économie, dont il sera le rédacteur en chef adjoint. Puis il dirige le magazine économique L'Entreprise, du Groupe L'Express. En 2006, il est nommé directeur général du groupe de presse Valmonde (dont les publications sont Le Spectacle du Monde, Valeurs actuelles et Jours de Chasse). Il était également directeur de la rédaction de Valeurs actuelles, et y publiait un billet hebdomadaire (« Entre nous »). 
Il devient en juillet 2012 directeur de la rédaction du Figaro Magazine, en remplacement d'Alexis Brézet, qui prend le poste de directeur des rédactions du Figaro.

### Interventions
Il intervient fréquemment à la radio ou à la télévision, où il représente Valeurs actuelles, puis Le Figaro Magazine. Il tient des chroniques et débats sur LCI, Europe 1, France Inter, BFM TV et participe occasionnellement à l'émission C dans l'air d'Yves Calvi. Il était l'invité de l'émission Des paroles et des actes le 26 avril 2012 sur France 2.
Il tient une chronique hebdomadaire sur France Inter chaque jeudi matin dans la matinale d'Audrey Pulvar, qu'il arrête temporairement en mars 2011 devant l'hostilité d'auditeurs de l'antenne ne partageant pas ses opinions, jugées trop à droite sur cette radio communément classée à gauche. Il explique son départ par les courriels hostiles qu'il reçoit de la part d'auditeurs après ses chroniques. Il reprend cette chronique en septembre 2011, avant de l'arrêter définitivement en juin 2013.
En septembre 2013, il rejoint l'émission 28 minutes, à laquelle il participe tous les mercredis, en tant que co-interviewer aux côtés de la présentatrice Élisabeth Quin et de Nadia Daam.

## Prix
En 2014, Guillaume Roquette est le lauréat du prix Richelieu, décerné chaque année par l’association Défense de la langue française à un journaliste pour sa maîtrise de la langue.